# Bajo el puente Mannen en Fukagawa
Bajo el puente Mannen en Fukagawa (深川万年橋下 Fukagawa Mannen-bashi shita?) es una estampa japonesa del pintor especializado en ukiyo-e Katsushika Hokusai, producida entre 1830 y 1833 como parte de las Treinta y seis vistas del monte Fuji. Representa la ciudad de Edo —la actual Tokio—, y se centra especialmente en captar la belleza estructural del puente que cruza el río Onagi.

## Contexto
La impresión muestra un puente típico del período Edo, con escenas de pescadores y comerciantes en el antiguo distrito tokiota de Fukagawa, al noreste de la ciudad. La estructura se sitúa sobre el río Onagi, y está tan curvada y por encima del agua para permitir el paso de los navíos mercantes que provenían de otras provincias. El monte Fuji que se aprecia a la distancia es importante culturalmente y un símbolo de Japón: un motivo típico en las obras de Hokusai.
Este grabado se produjo en las últimas etapas del florecimiento de las ukiyo-e, cuando era común representar paisajes con colores detallados y escenas de viaje entrelazados a la vida cotidiana. Este gusto por el paisaje vino propiciado por las reformas Tenpō, que desalentaron el retrato de lujos y riquezas; en su lugar, los entornos naturales se consideraban atemporales y que unificaban la esencia japonesa, como un medio para forjar la identidad nacional y ligarla con sus raíces culturales sintoistas.

## Descripción
El tema principal de la xilografía es el puente, representado en una vista frontal que busca retratar su monumentalidad. La cantidad de personas que lo cruzan, además de los pescadores en la parte inferior, indican lo concurrido del lugar. Detrás, se observa el río Sumida como una banda de azul más oscura, y al fondo el monte Fuji ligeramente nevado y oscurecido; a la otra orilla se muestra una hilera de comercios y casas. La composición toma nociones de la perspectiva occidental, con la disminución paulatina de los elementos a medida que se alejan, aunque es imperfecta y se denota su rigidez, «falto de interpretación artística». Combina esta perspectiva con la composición típica nipona, al crear un espacio más abierto y menos profundo debido a que la recesión del espacio es menos extrema.